# Бозой (Алматинская область)
Бозой (каз. Бозой) — село в Жамбылском районе Алматинской области Казахстана. Административный центр и единственный населённый пункт Бозойского сельского округа. Код КАТО — 194243100.

## Население
В 1999 году население села составляло 990 человек (509 мужчин и 481 женщина). По данным переписи 2009 года, в селе проживало 466 человек (245 мужчин и 221 женщина).